# Tour della nazionale maschile di rugby a 15 del Galles 2014
A giugno 2014 la Nazionale gallese di rugby ha svolto un tour in Sudafrica; sono stati giocati duetest match contro gli Springbok il 14 e 21 giugno rispettivamente a Durban e Nelspruit, anche se il primo incontro del tour non aveva valore di test, a Port Elizabeth contro Eastern Province.

## Risultati

### Itest match
| Arbitro: | Romain Poite |

|                                                                 |      |                 |
| 6' e 20' Habana, 15' Vermeulen 37' W. le Roux, 51' C. Hendricks | mt   | 68' Cuthbert    |
| 7', 17', 21', 38' e 52' M. Steyn                                | tr   | 68' Hook        |
| 44' M. Steyn                                                    | c.p. | 40' Biggar      |
|                                                                 | drop | 2' e 19' Biggar |

| Arbitro: | Steve Walsh |

|                                               |      |                                      |
| 33' e 78' tecnica, 34' Hendricks, 73' le Roux | mt   | 20' Roberts, 22' Cuthbert, 46' Owens |
| 33', 35', 73' e 79' M. Steyn                  | tr   | 21', 24' e 46' Biggar                |
| 56' M. Steyn                                  | c.p. | 13', 57' e 66' Biggar                |

### Gli altri incontri
| Arbitro: | Lourens v.d. Merwe |

|                           |      |                                                              |
| 56' Soyizwapi, 78' Kerrod | mt   | 9' Turnbull, 14' Allen 44' Hook, 61' Cuthbert, 61' G. Davies |
| 78' Whitehead             | tr   | 9', 14' e 44' Hook                                           |
|                           | c.p. | 39' Hook                                                     |